# Jean-Baptiste Moyne
Pour les articles homonymes, voir Moyne.
Jean-Baptiste Moyne, dit Lemoyne, est un compositeur français, né à Eymet dans le Périgord le 3 avril 1751, et décédé à Paris le 30 décembre 1796.

## Biographie
Il apprend la musique à la maîtrise de la cathédrale de Périgueux, avant de parcourir la France, puis l'Europe avec des troupes ambulantes. 
Il prit des cours de composition avec Johann Gottlieb Graun à Berlin. À Varsovie, il fit débuter une jeune cantatrice qui devint la célèbre Mme Saint-Huberty.
Son fils Gabriel Lemoyne fit aussi une carrière de pianiste et compositeur.

## Œuvres
Il composa seize opéras, dont :
- Le Bouquet de Colette, en 1775 à Varsovie ;
- Électre, tragédie lyrique en 3 actes, livret de Nicolas-François Guillard, le 2 juillet 1782 à l’Académie Royale de Musique (Opéra de Paris)
- Phèdre, tragédie lyrique en 3 actes, livret de François Benoît Hoffmann, le 26 octobre 1786 au château de Fontainebleau ;
- Nadir, ou Le Dormeur éveillé, en 1787 ;
- Les Prétendus, comédie lyrique en 2 actes et en vers, livret de Marc-Antoine-Jacques Rochon de Chabannes, le 2 juin 1789 à l’Académie Royale de Musique (Opéra de Paris)
- Nephté, tragédie lyrique en 3 actes, livret de François Benoît Hoffmann, le 15 décembre 1789  à l’Académie Royale de Musique (Opéra de Paris) ;
- Les Pommiers et le Moulin, comédie lyrique, le 22 janvier 1790 à l’Académie Royale de Musique (Opéra de Paris) ;
- Louis IX en Égypte, opéra, livret de Nicolas-François Guillard et Andrieux, le 15 juin 1790 ;
- Elfrida, drame héroïque en 3 actes, livret de Nicolas-François Guillard, d'après le poème dramatique de William Mason se basant sur une tragédie grecque ancienne, 17 décembre 1791 au Théâtre des Italiens (Opéra-Comique) ;
- Miltiade à Marathon, opéra, livret de Nicolas-François Guillard, le 5 novembre 1793 à l’Opéra de Paris ;
- Toute la Grèce, ou Ce que peut la liberté, tableau patriotique avec chants, livret de Louis Abel Beffroy de Reigny, le 5 janvier 1794 à l’Opéra de Paris
- Le Compère Luc, ou Les Dangers de l'ivrognerie, opéra en 2 actes, le 19 février 1794 au Théâtre Feydeau ;
- Le Petit Batelier en 1794 ;
- Les Vrais Sans-Culottes, ou L'hospitalité républicaine, tableau patriotique avec chants, livret de Louis Abel Beffroy de Reigny, le 12 mai 1794 ;
- Le Mensonge officieux, comédie lyrique en 1 acte, livret de Nicolas-Julien Forgeot, le 13 mars 1795 au Cirque National.

## Discographie sélective
- Phèdre, Judith Van Wanroij (Phèdre), Melody Louledjian (Oenone), Julien Behr (Hippolyte), Tassis Christoyannis (Thésée), Ludivine Gombert (La Grande Prêtresse), Jérôme Boutillier (Un Grand de l'Etat / Un Chasseur), Purcell Choir, Orfeo Orchestra, dir. Gyôrgy Vashegyi. CD Palazzetto Bru Zane, 2020. Diapason d'or.